# کیوتامبا، کیوتو
کیوتامبا، کیوتو (به لاتین: Kyōtamba, Kyoto) یک منطقهٔ مسکونی در ژاپن است که در استان کیوتو واقع شده‌است. کیوتامبا  ۱۷٬۳۱۲ نفر جمعیت دارد.